# Bolteria nicholi
Bolteria nicholi är en insektsart som beskrevs av Knight 1928. Bolteria nicholi ingår i släktet Bolteria och familjen ängsskinnbaggar. Inga underarter finns listade i Catalogue of Life.